# 杭州市城市建设档案馆
杭州市城市建设档案馆是位于中华人民共和国浙江省杭州市下城区杨六堡路8号的一家城建档案保管与利用的档案馆。成立于1986年，先后增挂了“杭州市城建档案管理处”、“杭州市建设信息中心”两块牌子。
1999年，被评为浙江省一级城建档案馆。2006年，杭州市城建档案馆开设了杭州城市建设陈列馆。
2017年，杭州市城建档案馆作为全国首家专业档案馆，通过了中国中央档案馆的国家示范数字档案馆测试。